# Hanshan

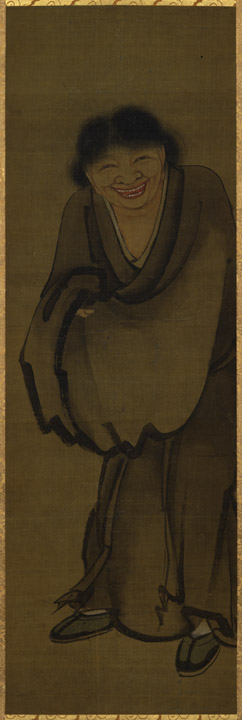
Hanshan

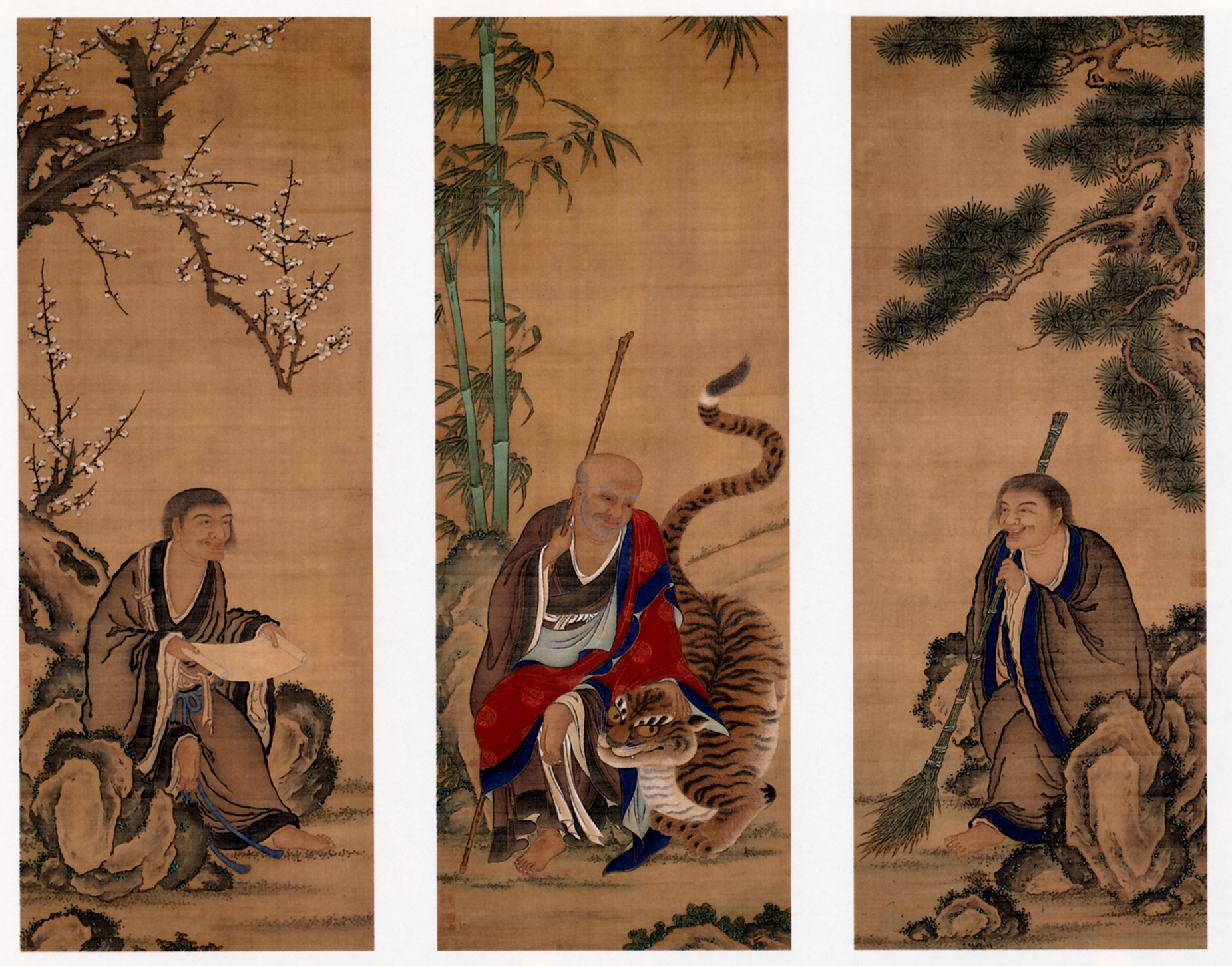
Fenggan, Hanshan, Shide – zwój jedwabiu

Hanshan (chiń. upr. 寒山; pinyin Hánshān; także Hanshan Zi; kor. Hansan; jap. Kanzan; wiet. Hàn Sơn; ur. 760, zm. 840?) – znany buddysta i poeta chiński.
Niezwykły, legendarny pustelnik z czasów dynastii Tang. Żył w pustelni obok klasztoru Guoqing na górze Hanshan (lub Tiantai) w pobliżu miasta Tangxing. Pustelnia znajdowała się w grocie i tam powstawały jego wiersze nauczające chanu. Pozostało po nim 314 wierszy, których Hanshan w ogóle nie obdarzał tytułami. Były one czytane w klasztorach chan, sŏn i zen. 
Hanshan miał dwu przyjaciół; jednym był główny kapłan klasztoru Fenggan 豐干, a drugim – równie legendarny Shide 捨得. Hanshan i Shide byli bohaterami licznych opowieści oraz obrazów artystów chan Muqi i Liang Kaia (zob. He He Erxian).
Z niektórych źródeł wynika, że nie był mnichem i być może w ogóle nie był związany z chanem, ale jego postawa i zrozumienie były tak chanistyczne, że łączy się go z tą szkołą buddyzmu. Niemniej Hakuin Zenji w swoim komentarzu zen Senteikimon traktował wiersze Hanshana tak, jakby on był mistrzem chan.
Na jego cześć wybudowano na przedmieściu Suzhou Hanshan si, czyli świątynię Zimnej Góry.
Jia Jinhua po przeanalizowaniu charakterystycznych zwrotów w około 50 wierszach przypisywanych Hanshanowi, doszedł do wniosku, że ich autorem mógł być Caoshan Benji.
Występuje w gong’anach 34 z Biyan lu i 3 z Congrong lu.